# Hélène Mandroux
Hélène Mandroux-Colas, née le 1er décembre 1940 à Montpellier (Hérault), est une femme politique française. Elle est maire de Montpellier d'avril 2004 à avril 2014.

## Biographie

### Carrière professionnelle
Fille de pilote, et d'une clerc d'avoué, Hélène Mandroux suit ses études au lycée Clemenceau de Montpellier puis entre à la faculté de médecine.
En 1968, elle devient médecin anesthésiste-réanimatrice à la clinique du Parc à Castelnau-le-Lez. En 1975, elle est médecin généraliste à la Paillade et en 1981, elle est présidente régionale de l'Association des femmes médecins. Elle prend sa retraite le 1er janvier 2006.

### Carrière politique

#### Entrée en politique
Hélène Mandroux adhère au Parti socialiste en 1982. Lors d'un dîner avec Georges Frêche chez André Vézinhet, avec qui elle a fait ses études en classe préparatoire scientifique, elle est choisie par le maire sortant de Montpellier pour entrer au conseil municipal à l'élection de 1983. Déléguée aux droits des femmes et à Euromédecine après sa première élection, elle est successivement adjointe déléguée aux Maisons pour tous en 1989, adjointe chargée des finances, puis du personnel municipal et du contentieux juridique à partir de 1995, et première adjointe en 2001.
En 1992, elle est élue conseillère régionale.
En 1997, candidate PS aux élections législatives dans la 4e circonscription de l'Hérault, elle est éliminée au premier tour, avec 17 % des voix. En 2002, à nouveau candidate dans cette circonscription, elle obtient 47,30 % au second tour face à Robert Lecou (UMP) qui remporte l'élection.

#### Maire de Montpellier
Quand Georges Frêche est élu à la présidence du conseil régional de Languedoc-Roussillon, en 2004, il la désigne pour lui succéder à la tête de la mairie. 
Hélène Mandroux succède à Georges Frêche à la mairie de Montpellier, le 22 avril 2004, à la suite de l'élection de ce dernier à la présidence de la région. Elle déploie le programme de son prédécesseur sans parvenir à s'en détacher.
Aux municipales de 2008, Georges Frêche garde la main sur la composition de la liste qui rassemble à la fois des candidats estampillés PS/MoDem, PC et des divers gauche parmi lequel l'ancien maire exclu du PS, en 6e position. Elle est réélue au second tour des municipales de 2008, avec 51,88 % des suffrages dans une triangulaire réunissant l'UMP Jacques Domergue et les Verts, mais doit gérer une majorité dans laquelle elle est minoritaire . 
À ce poste, Hélène Mandroux poursuit les décisions prises par Georges Frêche qui conserve la présidence de Montpellier-Agglomération à laquelle il avait, avant son départ de la mairie, transféré des nombreuses compétences en matière d'économie et de culture (collecte des ordures ménagères, le Corum, le Zénith Sud, le musée Fabre, l'Opéra Comédie, les festivals de Radio France et de Montpellier Danse…). 
Accusée d'être sous la tutelle de Georges Frêche, elle se différencie cependant progressivement de son ancien leader, provoquant des tensions grandissantes avec lui. Elle s'en démarque sur l'instauration de Quartiers libres, une fête populaire en automne, la réhabilitation du quartier du Petit Bard sur laquelle Hélène Mandroux a engagé la crédibilité de son mandat mais qui n'a jamais abouti. Elle affirme également sa volonté de prendre la tête de Montpellier Agglomération à la place de Georges Frêche.
Rare femme à diriger une ville de plus de 100 000 habitants (avec Maryse Joissains, Valérie Fourneyron, Martine Aubry, Adeline Hazan, Dominique Voynet et Huguette Bello), Hélène Mandroux est élue en mai 2008 vice-présidente de l'Association des maires de grandes villes de France (AMGVF). Sur proposition de Michel Destot, président de l'AMGVF, le bureau de l'association décide de présenter la candidature d'Hélène Mandroux à Michèle Alliot-Marie, ministre de l'Intérieur, pour siéger au sein de l'Observatoire national de la délinquance et de la Commission nationale de la vidéosurveillance.
Lors de la préparation du congrès de Reims de 2008, Hélène Mandroux soutient d'abord la contribution « La ligne claire » de Gérard Collomb et Jean-Noël Guérini. Le 19 septembre, elle soutient ouvertement Bertrand Delanoë et François Hollande, mais le 26, elle signe la motion de Gérard Collomb (motion soutenue par Ségolène Royal).
La campagne des élections régionales françaises de 2010 marque sa prise de liberté totale. Lors de l'élection primaire au sein du Parti socialiste pour l'investiture de la tête de liste aux régionales, elle prend ses distances avec Georges Frêche en soutenant la candidature d'Éric Andrieu.
À la suite d'un nouveau « dérapage » de Georges Frêche concernant Laurent Fabius, Hélène Mandroux prend à la demande de Martine Aubry, la tête d'une liste « de rassemblement de la gauche et des écologistes » qui reçoit l'investiture officielle du PS aux dépens de la liste de Georges Frêche. Pour mener la campagne, elle s'attache les conseils du chirurgien Francis Navarro, et sur ses conseils, Christian Assaf, ancien directeur de cabinet de Frêche. L'échec annoncé se traduit à l'issue du premier tour de scrutin, par un score de 7,74 % de la liste conduite par Hélène Mandroux, contre 34,28 % des voix à la liste de Georges Frêche, qui emporte 54,19 % des voix au second tour. 
Mais lorsque Georges Frêche meurt quelques mois plus tard, elle n’assoit pas son réseau local, au profit de Jean-Pierre Moure, nouveau président de l'agglomération, qui s'allie aux anciens « frêchistes ». Les relations entre Assaf et Francis Navarro se crispent, jusqu'à ce que le premier quitte sa place de directeur de cabinet pour être élu aux législatives en 2012. Devenue alliée de Robert Navarro, Hélène Mandroux n'appuie aucun aspirant à la députation, n'est pas reconduite au conseil national du PS après le congrès de Toulouse et appuie Laurent Pradeille au poste de premier secrétaire de la fédération socialiste de l'Hérault qui échoie à Hussein Bourgi.
Elle doit affronter au sein du conseil municipal, les membres de sa majorité sur le budget, l'entrée des écologistes dans celle-ci, l'augmentation de la taxe d’habitation demandée par Jean-Pierre Moure, le lancement de la campagne de communication Montpellier Unlimited également pensée par le président de l'agglomération... La maire se détache également de l'équipe de la puissante agglomération.
Le 5 février 2011, elle marie « symboliquement » un couple homosexuel. Elle a eu l'occasion par la suite de devenir la première maire de France à marier officiellement un couple homosexuel le 29 mai 2013.
Candidate à sa réélection lors de l'élection municipale de 2014, elle estime qu'elle est comme maire sortante une tête de liste légitime sans passer par une primaire interne au PS. Elle doit s'incliner devant Jean-Pierre Moure, président de la communauté d'agglomération de Montpellier, vainqueur de la primaire, soutenu par les anciens partisans de Georges Frêche. Elle décide alors de se mettre en congé du parti. Pour clore des rumeurs de dissidence, le Premier ministre Jean-Marc Ayrault, en déplacement à Montpellier le 3 décembre 2013, annonce le retrait de la maire sortante qui s'est vu attribuer une mission sur l'analyse des dispositifs de santé dans les territoires. Après l'élection municipale, c'est Philippe Saurel (dissident PS) qui lui succède.

## Synthèse des mandats
- Maire de Montpellier (du 22 avril 2004 au 4 avril 2014)
- Adjointe au maire de Montpellier (1989-2004)
  - déléguée à la Démocratie locale, aux Maisons pour tous et à l'Antigone des associations (1989-1995).
  - déléguée aux finances, à l'informatique, à la gestion du personnel municipal, à l'administration générale, aux contentieux et assurances (1995-2001)
  - première adjointe au maire, déléguée au personnel municipal, aux finances, à l'administration générale, aux affaires juridiques (contentieux, assurances) et aux questions de défense (2001-2003)
- Conseillère municipale de Montpellier (1983-1995)
- Conseillère du district puis de la communauté d'agglomération de Montpellier.
- Conseillère régionale du Languedoc-Roussillon (1992-2004)
- Présidente de l'Association française des femmes médecins (AFFM) (1981-1989)

## Distinctions
- Chevalier de la Légion d'honneur (2015)[24].
- Prix Pierre Guénin contre l'homophobie 2011 : Hélène Mandroux est la première femme politique à obtenir cette distinction.